# Rhetus periander
Rhetus periander é uma borboleta neotropical da família Riodinidae, encontrada no México, na América Central e em quase toda a América do Sul. Possui asas de coloração predominante em azul metálico, com a parte superior das asas anteriores em negro e atravessada por uma faixa branca mais ou menos visível. Geralmente apresentam três marcações de coloração rosada próximas à cauda, nas asas posteriores. Em vista inferior, a borboleta é predominantemente negra e atravessada por duas faixas brancas e paralelas ao corpo do inseto. A envergadura é de 2,5 a 3 centímetros.

## Hábitos
De acordo com Adrian Hoskins, das três espécies do gênero Rhetus, R. periander é a mais difundida; sendo normalmente encontradas isoladas, em altitudes de zero a 1.800 metros, ao longo de trilhas em floresta primária e floresta secundária; também pousando na vizinhança de rios para absorver a umidade do solo. Ambos os sexos são atraídos por flores e machos podem ser avistados sobre carniça. Não é incomum encontrá-la em associação com outras espécies de borboletas, quando pousam para absorver umidade rica em minerais.

## Lagarta
A lagarta de R. periander, quando completamente desenvolvida, apresenta coloração cinzenta enegrecida e é decorada com fileiras de pontuações rubras similares a lã. Em sua lateral, tais pontuações apresentam cerdas finas e brancas. Também apresenta uma marcação de coloração amarelada, atravessando os segmentos centrais de seu corpo.

## Subespécies
Rhetus periander possui cinco subespécies:
- Rhetus periander periander - Descrita por Cramer em 1777, de exemplar proveniente do Suriname.
- Rhetus periander laonome - Descrita por Morisse em 1838, de exemplar proveniente da Colômbia.
- Rhetus periander arthuriana - Descrita por Sharpe em 1890, de exemplar proveniente do Brasil.
- Rhetus periander naevianus - Descrita por Stichel em 1910, de exemplar proveniente da Costa Rica.
- Rhetus periander eleusinus - Descrita por Stichel em 1910, de exemplar proveniente do Brasil.